# Xylotrechus rufonotatus
Xylotrechus rufonotatus är en skalbaggsart som beskrevs av J. Linsley Gressitt 1936. Xylotrechus rufonotatus ingår i släktet Xylotrechus och familjen långhorningar.
Artens utbredningsområde är Taiwan. Inga underarter finns listade i Catalogue of Life.